# Kostel svatého Jana (Tartu)
Kostel sv. Jana (estonsky Jaani kirik) je kostel v estonském městě Tartu, vystavěný ve slohu cihlové gotiky. Je zasvěcen Janu Křtiteli. Původně byl katolický, dnes je luteránský.
Nejstarší části současné budovy pocházejí ze 14. století. Nejstarší zmínka v písemných pramenech pochází z roku 1323. Předtím na stejném místě stála církevní stavba minimálně od 1. poloviny 13. století. Archeologické průzkumy ukázaly, že zde mohl být dřevěný kostel už ve 12. století. To je zvláště pozoruhodné vzhledem k faktu, že v Estonsku došlo ke christianizaci později. Budova byla z velké části přestavěna po velké severní válce. V letech 1746 a 1769 byly přistavěny barokní kaple. Zvláštností je zhruba tisícovka ručně vytvořených terakotových sošek v okolí kostela. Každá figurka má jiné rysy. Oblíbená legenda praví, že byli takto zobrazeni občané Tartu. Jejich stáří se odhaduje na 700 let. Od roku 1999 má kostel dva nové zvony pojmenované Peetrus a Paulus, podle dvou městských patronů (sv. Petra a Pavla).